# Дафні (Афон)
Дафні (грец. Δάφνη) — село Афону, розташоване на південному узбережжі півострова Айон-Орос між монастирями Ксиропотаму та Симонопетра. Це головний пункт переправи до афонських монастирів; вдень сюди прибувають катери з Урануполі та автобус з Карієса.